# Митрич, Сергей Константинович
Серге́й Константи́нович Ми́трич (1894, Ярославль — 1948, Москва) — российский и советский кинорежиссёр и сценарист.

## Биография
Родился в 1894 году в Ярославле (по другим данным — в Рыбинске). После окончания средней школы поступил на факультет криминалистики ярославского Демидовского юридического лицея. 
С 1916 года режиссёр и сценарист в кинофирме Г. Либкена «Г. Либкен и Ко» в Ярославле.
Как актёр в 1918—1919 годах играл в спектаклях Драмтеатра имени Ф. Волкова. В 1919—1921 годах — режиссёр и художественный руководитель театра ярославского Горполитпросвета. 
в 20-х годах по собственным сценариям снял четыре игровые картины как режиссёр, выступал и в качестве сценариста агитационных фильмов, вписавшись в идеологические матрицы пролетарского кино.
Скончался в 1948 году в Москве.

### Семья
Жена — Валерия Петровна Митрич (Малишевская, 1903—1975), актриса и редактор, сестра эксцентрика-зоофила Михаила Малишевского.

## Фильмография

### Режиссёр
- 1924
  - Евдокия Рожновская
- 1925
  - Бабий лог
  - Глушь поволжская
  - Перевал

### Сценарист
- 1917
  - А господский дом загорается…
- 1924
  - Германские дела и делишки (анимационный)
  - Евдокия Рожновская
- 1925
  - Бабий лог
  - Глушь поволжская (совм. с В. Малишевской)
  - Перевал (совм. с П. Дороховым)
- 1927
  - Городские неудачи (короткометражный)